# Першемайск
Першема́йск (бел. Першама́йск; неоднократно менял своё название) — агрогородок в Щучинском районе Гродненской области Беларуси. Административный центр Первомайского сельсовета.

## Этимология
Населённый пункт неоднократно менял своё название:
- До 1550 года — Заболотье[4].
- С 1550 по 1899 годы — Собакинцы[5].
- С 1899 по 1921 годы — Покровское.
- С 1921 по 2 июля 1939 годов — Собакинцы (во второй раз).
- Со 2 июля по осень 1939 года — Нарбутово.
- С осени 1939 по 16 июля 1954 года — Собакинцы (в третий раз)[6].
- С 16 июля 1954 по 2011 годы — Первомайская[7].
- С 2011 года — Першемайск[8].

При этом в официальных русскоязычных источниках и поныне также используются как старый вариант наименования Первомайская, так и неофициальные варианты Первомайск и Першемайская.

## География
Агрогородок Першемайск находится в 54 км к северу от города Щучин. В 72 км от Першемайска располагается город Гродно, в 39 км — железнодорожная станция агрогородка Скрибовцы.
У южной окраины Першемайска расположен пруд на реке Путиска.

## История
Деревня впервые упоминается в письменных источниках в 1540 году как владение дворянина Симона Мацкевича под названием Заболотье. К тому времени в деревне существовала церковь, в которой имелись колокол со славянской надписью, датированной 1506 годом (по другим данным, 1501 годом), и образ Божией Матери не более поздних времён. В 1550 году деревню передали Михаилу Собакину, беглецу из Московского царства, от фамилии которого и было образовано новое название. В 1676 году Ян III Собеский, король польский и великий князь литовский, даровал Собакинцам Магдебургское право, впоследствии подтверждённое Августом III Саксонцем.

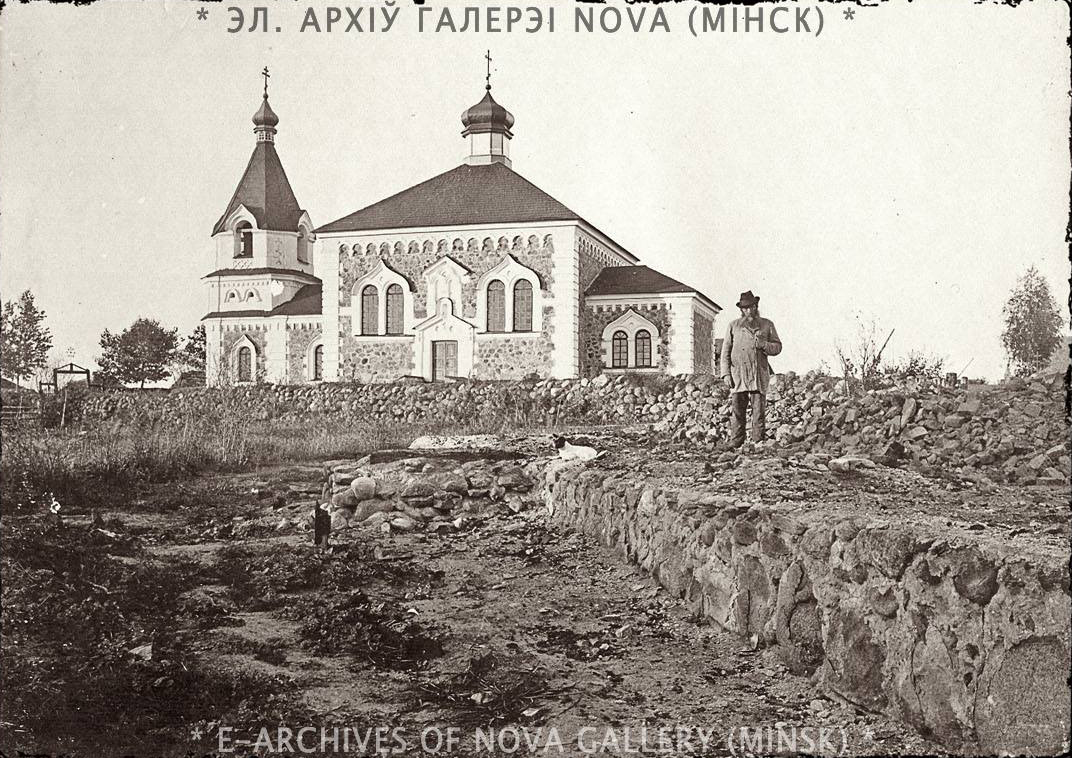
Свято-Покровская церковь в селе Собакинцы в 1900 году

В результате третьего раздела Речи Посполитой Собакинцы оказались в составе Российской империи, где стали центром волости Лидского уезда Виленской губернии. По состоянию на 1866 год, в селе был фольварк помещиков Шалевичей, состоящий из 8 зданий. К 1886 году в Собакинцах появились волостная управа, церковь, школа, лавка, трактир. В 1886—1887 годах в школе обучался 41 ученик. В 1901 году открылась одноклассная церковно-приходская школа. Рядом с селом находилось одноимённое имение Шалевичей, площадью 346 десятин земли.
В 1899 году руководством Виленской губернии было утверждено новое название Покровское, впервые предложенное православным духовенством ещё в 1860-е годы. Однако в ходе советско-польской войны поселение перешло под контроль польской администрации, которая сразу же вернула прежнее название Собакинцы.
Согласно Рижскому мирному договору 1921 года Собакинцы вошли в состав межвоенной Польской Республики, где стали центром сельской гмины Лидского повята Новогрудского воеводства, а позднее перешли в состав Щучинского повята. По состоянию на 1921 год, в населённом пункте было 65 зданий, включая фольварк. В 1931 году Собакинцы получили статус города. К этому времени действовали гминная управа, католический костёл, православная церковь, почтовое отделение; каждую неделю организовывался базар.
В середине 1930-х годов появился проект смены неблагозвучного названия на Нарбутово — в честь Людвика Нарбута, активного участника Польского восстания 1863—1864 годов. 2 июля 1939 года Собакинцы были официально переименованы в Нарбутово. Однако осенью 1939 года, после начала Второй мировой войны и присоединения Западной Белоруссии к СССР, населённый пункт в третий раз получил название Собакинцы. Поселение вошло в состав Белорусской ССР, где его статус был понижен до деревни. 12 октября 1940 года Собакинцы стали центром сельсовета в составе Лидского района Барановичской области (в 1944 году район был передан Гродненской области). В это время в составе деревни насчитывалось 113 дворов.
С первых дней Великой Отечественной войны Собакинцы были оккупированы немецкими войсками. Освобождён населённый пункт был 12 июля 1944 года частями 5-й гвардейской кавалерийской дивизии имени Котовского, входившей в состав 3-го гвардейского кавалерийского корпуса.
16 июля 1954 года деревню переименовали в Первомайскую. 25 декабря 1962 года Первомайский сельсовет был передан в состав Щучинского района.
В результате политики укрупнения колхозов деревня Первомайская в марте 1961 года стала центром совхоза «Знамя Советов». 1 апреля 1965 года совхоз «Знамя Советов» был разделён на два: совхоз «Первомайский» и совхоз «Знамя Советов».
К началу 2001 года в деревне было 185 дворов. В 2011 году деревня Первомайская была преобразована в агрогородок Першемайск.

## Население
- XIX век: 1866 г. — 116 чел., из них 81 православный, 26 католиков, 9 иудеев[18]; 1882 г. — 178 чел.; 1886 г. — 106 чел.[7]
- XX век: 1905 г. — 163 чел.; 1921 г. — 276 чел.; 1940 г. — 490 чел. в деревне Собакинцы и 59 чел. на одноимённом хуторе; 2000 г. — 456 чел[5].
- XXI век: 2001 г. — 443 чел.[17]; 2009 г. — 372 чел., 2016 г. — 386 чел., 173 хозяйства[1].

| Динамика численности населения | Динамика численности населения | Динамика численности населения | Динамика численности населения | Динамика численности населения | Динамика численности населения | Динамика численности населения | Динамика численности населения | Динамика численности населения | Динамика численности населения |
| 1866                           | 1882                           | 1886                           | 1905                           | 1921                           | 1940                           | 2000                           | 2001                           | 2009                           | 2016                           |
| ------------------------------ | ------------------------------ | ------------------------------ | ------------------------------ | ------------------------------ | ------------------------------ | ------------------------------ | ------------------------------ | ------------------------------ | ------------------------------ |
| 116                            | ↗178                           | ↘106                           | ↗163                           | ↗276                           | ↗490                           | ↘456                           | ↘443                           | ↘372                           | ↗386                           |

## Инфраструктура
В Першемайске действуют учебно-педагогический комплекс, в состав которого входят средняя школа и детский сад, и участковая больница — филиал Щучинской центральной районной больницы.
Через агрогородок проходит местная автомобильная дорога Н-6255.

## Культура
- Дом культуры
- Историко-краеведческий музей

## События и мероприятия
- 16 мая 2023 года состоялась передача эстафеты вдоль государственной границы, посвящённой 105-летию пограничной службы Беларуси

## Достопримечательность
В Першемайске присутствуют следующие памятники архитектуры и памятные места:
- Церковь Покрова Пресвятой Богородицы (2-я половина XIX в.)
- Костёл Воздвижения Святого Креста (построен в 1923 году; по другим данным — в 1918 году)
- Памятник землякам, погибшим в Великой Отечественной войне
- Братская могила партизан и жертв фашизма

#### Утраченное наследие
- Усадьба